# Laurent Romejko
Pour les articles homonymes, voir Romejko.
Laurent Romejko est un journaliste et animateur de télévision français, né le 27 décembre 1963 à Meulan.

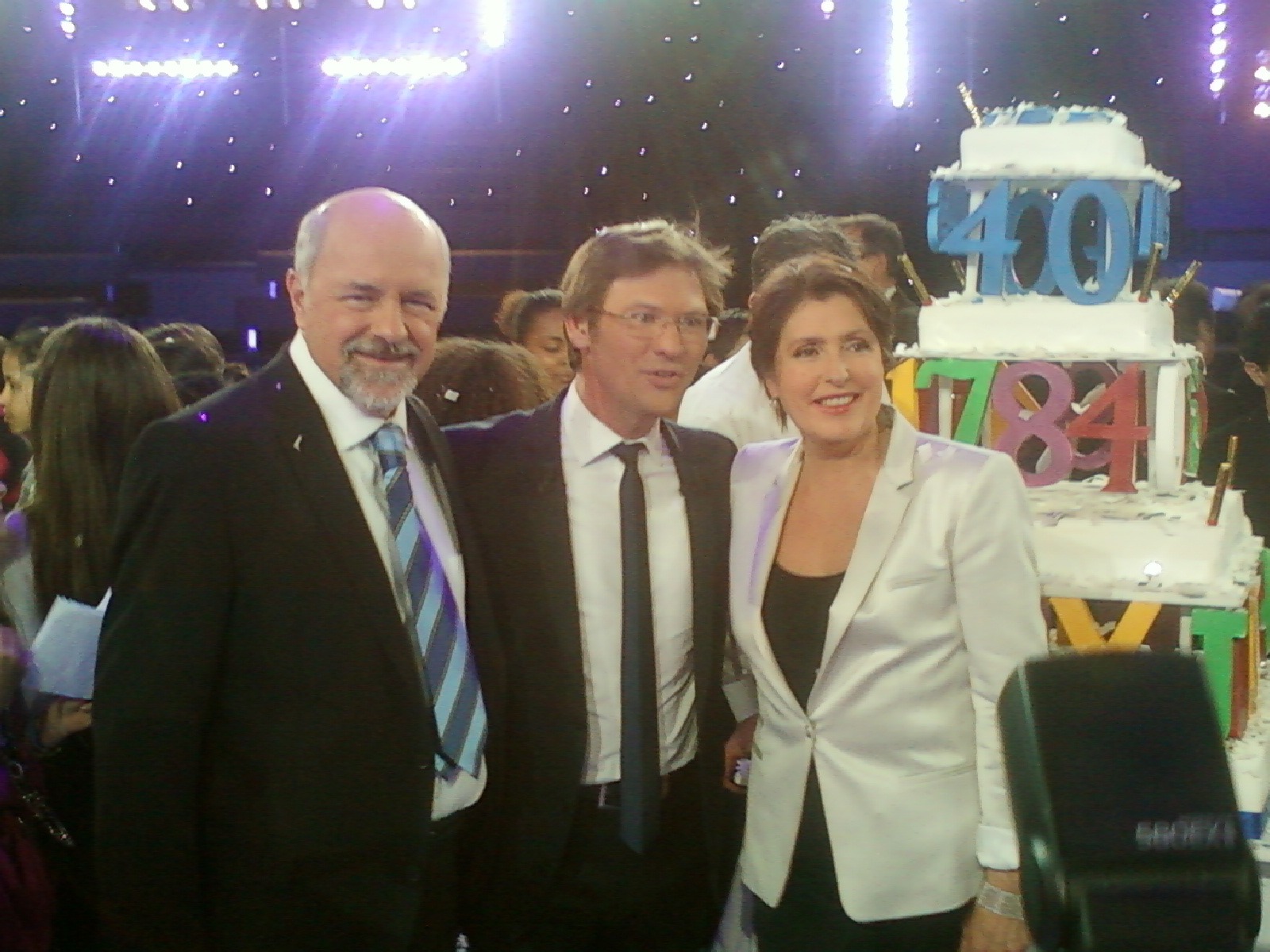
Laurent Romejko (au centre) lors de l'émission spéciale « 40 ans » des Chiffres et des lettres diffusée le lundi 19 mars 2012.

## Biographie

### Enfance et formation
D'origine polonaise et lituanienne , Laurent Romejko est diplômé de l'École supérieure de journalisme de Paris.

### Carrière de présentateur
Il commence par créer le service Minitel des Enfants du rock sur Antenne 2 avant de passer à la radio de 1982 à 1985 (RFM, Autoroute FM).
En 1989, il rejoint Télématin sur Antenne 2, où il présente une chronique consacrée aux métiers d'avenir. Il y présente également les bulletins météo de 1989 à 2012. Il lui arrive aussi de remplacer William Leymergie pendant ses congés.
En 1991, il présente les magazines Cajou sur Canal J et Selecto sur Paris Première.
À partir du 30 juin 1992, le jeu Des chiffres et des lettres, d'abord sur Antenne 2, puis dès le 7 septembre 1992 sur France 2. Sa première émission a lieu en direct à Antibes au Palais des Congrès pour la demi-finale de la Coupe des Clubs qui oppose l'équipe de Marseille à celle de
Versailles. L'émission est archivée à l'INA. Le 30 juin 2006, le jeu est transféré sur France 3. Diffusée de façon quotidienne, l'émission devient bi-hebdomadaire (samedi et dimanche) à partir du 3 septembre 2022[réf. nécessaire].
Le 25 août 2024, le jeu disparaît avec sa suppression définitive de l'antenne.
En 1992 et 1994, il est le porte-parole de la France lors du Concours Eurovision de la chanson diffusé sur Antenne 2 puis France 2.
De 1994 à 1999, il présente chaque matin les bulletins météo de RFM.
En 2000, il participe au lancement de la chaîne Santé Vie et présente un journal destiné aux professionnels de la santé.
En septembre 2006, il succède à Sophie Davant à la tête du service météo de France 2 et occupe ces fonctions jusqu'en septembre 2012, remplacé par Philippe Verdier.
Du 8 janvier 2009 au 17 décembre 2009, il est rédacteur en chef et présentateur de Climat 2, programme hebdomadaire de vulgarisation scientifique sur France 2 chaque jeudi à 22 h 35 pendant 11 mois.
En 2012, il arrête la présentation de la météo sur France 2 et quitte la chaîne.
Depuis le 3 septembre 2012, il présente chaque jour de 13 h à 13 h 45 sur France 3 une émission sur la météo et ses conséquences, Météo à la carte, avec Marine Vignes.

### Comédie
En 2002, il apparaît dans un épisode de la série à  succès Un gars, une fille sur France 2.
En 2005, il interprète le gendre de la noce dans Un fil à la patte, de Georges Feydeau, mis en scène par Francis Perrin et Olivier Minne. La pièce de théâtre est diffusée en première partie de soirée sur France 2. Il interprète Maurice dans l'opérette Trois jeunes filles nues en 2006. Une grande partie des animateurs et des journalistes de France Télévisions jouent aussi dans cette opérette mise en scène également par Francis Perrin, produite par Olivier Minne retransmise à la télévision. En 2007, il joue le prince charmant de Blanche-Neige dans Trois contes merveilleux, diffusé à Noël sur France 2.

### Anecdote
Il est cité dans une chanson de François Corbier La Tempête.

## Vie privée
Laurent Romejko est en couple avec Sylvie Bazyn avec qui il a trois enfants : Anne, née en 1993, Mathilde, née en 1994, et Louis, né en 1999. De sa première fille, Anne, il raconte le rapprochement avec ses débuts dans Des chiffres et des lettres le 30 juin 1992 : « Je me souviens très bien, c'était une journée très particulière. Je me suis couché le soir avec le sentiment d'une journée bien remplie. Une heure avant de prendre l'antenne, j'avais appris que j'allais être papa pour la première fois, et j'ai fait ma première émission. Je suis ressorti en fin de journée, je me suis dit : on va aller se boire un verre là, parce que la journée a été chargée. »

## Activités audiovisuelles

### Radio
- 1982-1985 : animateur 
  - sur RFM
  - Sur Autoroute FM
- 1994-1999 : présentateur météo sur RFM .

### Télévision
- 1982 : Les Enfants du rock (Antenne 2) : animateur du service Minitel de l'émission
- 1989-2012 : Météo (Antenne 2 puis France 2) : présentateur et chef du service météo (2006-2012)
- 1989 Télématin (Antenne 2) : chroniqueur
- 1991 : Cajou (Canal J)
- 1991 : Selecto (Paris Première)
- 1991-2013 : Téléthon (Antenne 2 puis France Télévisions) : coanimateur
- 1992 et 1994 : Concours Eurovision de la chanson (Antenne 2/France 2) : porte-parole du jury français
- 1992-2024 : Des chiffres et des lettres
  - Sur Antenne 2 (1992)
  - Sur France 2 (1992-2006)
  - Sur France 3 (2006-2024)
- 1998-2012 : Télématin (France 2) : présentation de la météo et présentateur remplaçant
- 2000 : présentateur du journal sur Santé Vie
- 2009 : Climat 2 (France 2)
- Depuis 2012 : Météo à la carte (France 3)

## Filmographie
- 2002 : Un gars, une fille (saison 5, épisode 20 Aux toilettes) : lui-même
- 2005 : Un fil à la patte (pièce de théâtre télévisée) : le gendre de la noce
- 2006 : Trois jeunes filles nues (opérette) : Maurice
- 2007 : Trois contes merveilleux - segment Blanche-Neige : le prince
- 2012 : Dans la maison, film de François Ozon : lui-même, présentant le bulletin météo.
- 2016 : Golden Moustache (épisode Un monde sans chiffre).